# Экранное время
Экранное время (англ. Screen time) — это время, проведённое у экранов таких устройств как смартфон, планшет, компьютер или телевизор.

## Экранное время и дети

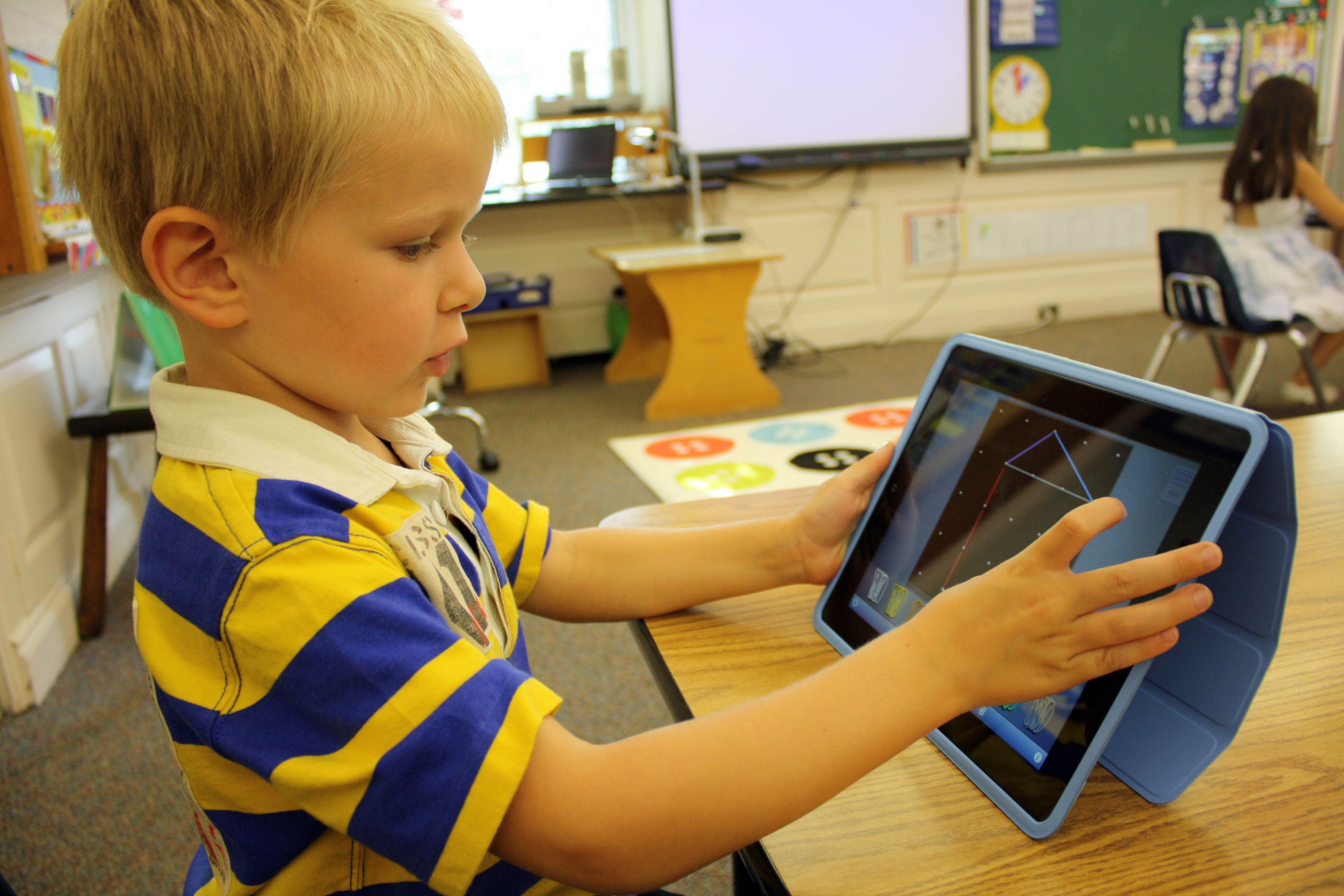
Ребенок пользуется планшетом

Исследование Джастина Парента (англ. Justin Parent) показало, что с увеличением времени взаимодействия ребенка с мультимедиа-устройствами увеличивается вероятность нарушения его режима сна, что в свою очередь может привести к проблемам с поведением.
В то же время, из-за того, что подобные исследования являются довольно новыми и исследователи не могли наблюдать эффекты достаточно долго, нельзя делать однозначный вывод о потенциальных положительных и/или отрицательных последствиях взаимодействия детей с современными цифровыми устройствами.
Тем не менее, Американская академия педиатрии, признавая повсеместную и растущую роль цифровых устройств в современной жизни, все же рекомендует ограничивать их использование детьми, внимательно следить за качеством контента и понимать важность роли родителей в обучении детей правильному использованию цифровых устройств.
В настоящее время большинство специалистов по детскому развитию склонны рекомендовать «совместный просмотр» — практику потребления ребенком контента и/или взаимодействия с цифровыми устройствами совместно со взрослыми (педагогами, членами семьи).
Большинство экспертов сходятся во мнении, что совместное взаимодействие детей и родителей с медиа-устройствами значительно снижает вероятность негативного воздействия контента на ребенка.